# 森ヶ崎水再生センター
森ヶ崎水再生センター（もりがざきみずさいせいセンター）は、東京都大田区にある、東京都下水道局の下水処理施設である。

## 概要
大田区の全域、品川区・目黒区・世田谷区の大部分、渋谷区・杉並区、三鷹市・武蔵野市の一部と、多摩地区の流域下水道のうち野川処理区(三鷹市、武蔵野市、府中市、調布市、小金井市、狛江市の6市で構成)の汚水を処理している。敷地面積は415,309平方メートル。東西二つに分かれており、国内最大の水再生センターとなっている。
「東施設」の屋上の一部がコアジサシの自然営巣地となっていることで知られる。なお「西施設」の屋上は「森ヶ崎公園」として一般に公開されている。

## 沿革
- 1966年（昭和41年）4月 - 運転開始。

## 所在地
- 東施設：東京都大田区昭和島2-5-1
- 西施設：東京都大田区大森南5-2-25

## 周辺
- 昭和島駅
- 京浜島
- 平和島